# Tremoctopus
Bạch tuộc chăn (Danh pháp khoa học: Tremoctopus) là một chi bạch tuộc trong họ Tremoctopodidae, đây cũng là chi duy nhất trong họ này. Bạch tuộc chăn là một trong những sinh vật kỳ dị và hiếm trên thế giới, chúng có một chiếc màng khổng lồ dễ khiến người ta lầm tưởng chúng là những cái chăn khổng lồ biết di chuyển. Đó cũng là lý do loài bạch tuộc này có tên gọi là bạch tuộc chăn.

## Đặc điểm
Bạch tuộc chăn có sự khác biệt kỷ lục về độ lớn giữa con đực và con cái. Con cái có thể nặng tới 10 kg, còn con đực chỉ nặng khoảng 0,25g. Con đực nhỏ hơn con cái khoảng 10 nghìn lần, thậm chí có trường hợp nhỏ hơn 40 nghìn lần. Bạch tuộc chăn cái có thể phát triển chiều dài gần 2m, trong khi con đực có chiều dài cơ thể không quá 2,4 cm. Tuy nhiên, lợi thế của bạch tuộc chăn đực là chúng trưởng thành nhanh hơn rất nhiều so với con cái.
Loài bạch tuộc này có tới ba trái tim, một cái mỏ giống như con vẹt. Nước bọt của bạch tuộc chăn có chứa nọc độc. Loài này có khả năng thay đổi màu sắc và kết cấu da dễ dàng và nhanh chóng. Bạch tuộc chăn có hai chiếc tua dài bất thường, gắn liền với nó là một chiếc màng. Ngoài ra, nó cũng có những chiếc tua bình thường khác. Khi bạch tuộc chăn cảm thấy bị đe dọa, chúng sẽ xòe cái màng để tự vệ và đo độ lớn với đối thủ.

## Sinh trưởng
Bạch tuộc đực rất hung hãn khi giành quyền giao phối. Chúng đánh nhau kịch liệt và thường nhắm tới việc rứt đứt vòi tiết tinh dịch của tình địch. Sau khi đánh bại và xua đuổi tất cả con đực khác, kẻ chiến thắng mới được quyền tiếp cận con cái. Con cái sẽ mở rộng các cánh tay của nó để kéo con đực vào giao phối. Sau đó, con đực tiết tất cả tinh dịch ra hai chiếc vòi trước, rồi đưa vào cơ quan sinh dục của con cái ở dưới bụng. Con cái thu lấy tinh dịch và thu luôn cả vòi của con đực. Sau cuộc truyền tinh, con đực cũng sẽ chết.